# Рошник
Рошник (на албански: Roshnik) е село в община Берат, централна Албания.
Разположено е на 347 m надморска височина, на 8 km североизточно от град Берат и на 69 km югоизточно от столицата Тирана.

## Личности
Родени в Рошник
- Кьопрюлю Мехмед паша (1580-1661), османски политик